# Dyskografia Danny’ego Saucedo
Dyskografia Danny’ego Saucedo obejmuje cztery albumy studyjne, jeden minialbum i dwadzieścia cztery single. Artykuł zawiera informacje o datach premiery, wytwórniach muzycznych, nośnikach, pozycjach na listach przebojów i certyfikatach sprzedaży.

## Albumy studyjne
| Rok  | Dane dot. albumu | Najwyższa pozycja na liście | Certyfikat     |
| Rok  | Dane dot. albumu | SWE                         | Certyfikat     |
| ---- | --- | --------------------------- | -------------- |
| 2007 | Heart. Beats - Wydany: 30 maja 2007 - Wydawca: Sony Music - Format: CD, digital download                                                       | 1                           |                |
| 2008 | Set Your Body Free - Wydany: 24 grudnia 2008 - Wydawca: Ariola / Sony Music - Format: CD, digital download                                     | 2                           | - SWE: złoto   |
| 2011 | In the Club - Wydany: 4 marca 2011 - Wydawca: Artisthuset / Sony Music - Format: CD, digital download                                          | 3                           |                |
| 2015 | Hör vad du säger men jag har glömt vad du sa - Wydany: 20 listopada 2015 - Wydawca: Chiliboy Music / Sony Music - Format: CD, digital download | 3                           | - SWE: platyna |

## Minialbumy
| Rok  | Dane dot. albumu                                                                                           | Najwyższa pozycja na liście |
| Rok  | Dane dot. albumu                                                                                           | SWE                         |
| ---- | --- | --------------------------- |
| 2016 | Så mycket bättre – Tolkningarna - Wydany: 11 grudnia 2016 - Wydawca: Sony Music - Format: digital download | 1                           |

## Single
| Rok                                                      | Tytuł                                          | Najwyższa pozycja na liście | Najwyższa pozycja na liście | Certyfikat        | Album                                        |
| Rok                                                      | Tytuł                                          | SWE                         | FIN                         | Certyfikat        | Album                                        |
| -------------------------------------------------------- | ---------------------------------------------- | --------------------------- | --------------------------- | ----------------- | -------------------------------------------- |
| 2007                                                     | „Tokyo”                                        | 1                           | 9                           | - SWE: platyna    | Heart Beats                                  |
| 2007                                                     | „Play It for the Girls”                        | 1                           | –                           | - SWE: złoto      | Heart Beats                                  |
| 2007                                                     | „If Only You” (oraz Therese Grankvist)         | 3                           | 9                           |                   | Heart Beats                                  |
| 2007                                                     | „Hey (I’ve Been Feeling Kind of Lonely)”       | –                           | –                           |                   | Heart Beats                                  |
| 2008                                                     | „Radio”                                        | 1                           | –                           |                   | Set Your Body Free                           |
| 2008                                                     | „Need to Know”                                 | 39                          | –                           |                   | Set Your Body Free                           |
| 2008                                                     | „All on You”                                   | 17                          | –                           |                   | Set Your Body Free                           |
| 2008                                                     | „Emely” (oraz Sasha Strunin)                   | –                           | –                           |                   | Set Your Body Free                           |
| 2008                                                     | „Just Like That” (oraz Lazee)                  | –                           | –                           |                   | Set Your Body Free                           |
| 2011                                                     | „In Your Eyes”                                 | –                           | –                           |                   | In the Club                                  |
| 2011                                                     | „In the Club”                                  | 2                           | –                           | - SWE: platyna    | In the Club                                  |
| 2011                                                     | „Tonight” (oraz The Provider)                  | –                           | –                           |                   | In the Club                                  |
| 2012                                                     | „Amazing”                                      | 2                           | –                           | - SWE: 3× platyna | –                                            |
| 2012                                                     | „All in My Head”                               | –                           | –                           |                   | –                                            |
| 2012                                                     | „I Can See Myself in You” (oraz Tommy Körberg) | –                           | –                           |                   | –                                            |
| 2012                                                     | „Delirious”                                    | –                           | –                           |                   | –                                            |
| 2013                                                     | „Todo El Mundo (Dancing in the Streets)”       | –                           | –                           |                   | –                                            |
| 2015                                                     | „Brinner i bröstet” (gościnnie: Malcolm B)     | 14                          | –                           | - SWE: 3× platyna | Hör vad du säger men jag har glömt vad du sa |
| 2015                                                     | „Dör för dig”                                  | 2                           | –                           | - SWE: 4× platyna | Hör vad du säger men jag har glömt vad du sa |
| 2015                                                     | „Så som i himlen” (gościnnie: Tensta Gospel)   | 27                          | –                           | - SWE: platyna    | Hör vad du säger men jag har glömt vad du sa |
| 2016                                                     | „Hör vad du säger men jag har glömt vad du sa” | 66                          | –                           |                   | Hör vad du säger men jag har glömt vad du sa |
| 2017                                                     | „Jag får inte nog”                             | 71                          | –                           |                   | –                                            |
| 2017                                                     | „Dansa med mig”                                | –                           | –                           |                   | –                                            |
| 2018                                                     | „Undantag” (gościnnie: Linda Pira)             | 71                          | –                           |                   | –                                            |
| „–” oznacza, że singel nie był notowany na danej liście. |                                                |                             |                             |                   |                                              |

### Z gościnnym udziałem
| Rok  | Tytuł                                                  | Album |
| ---- | ------------------------------------------------------ | ----- |
| 2015 | „Sommar” (Malcolm B, gościnnie: Danny Saucedo)         | –     |
| 2019 | „Innan du väcker mig” (SAMI, gościnnie: Danny Saucedo) | –     |

### Inne notowane utwory
| Rok  | Tytuł                   | Najwyższa pozycja na liście | Najwyższa pozycja na liście | Certyfikat        | Album                           |
| Rok  | Tytuł                   | SWE                         | FIN                         | Certyfikat        | Album                           |
| ---- | ----------------------- | --------------------------- | --------------------------- | ----------------- | ------------------------------- |
| 2006 | „Öppna din dörr”        | 24                          | –                           |                   | Det bästa från Idol 2006        |
| 2016 | „Snacket på stan”       | 5                           | –                           | - SWE: 2× platyna | Så mycket bättre – Tolkningarna |
| 2016 | „Se mig”                | 52                          | –                           |                   | Så mycket bättre – Tolkningarna |
| 2016 | „Skepp”                 | 46                          | –                           | - SWE: złoto      | Så mycket bättre – Tolkningarna |
| 2016 | „Super 8”               | 2                           | –                           | - SWE: 3× platyna | Så mycket bättre – Tolkningarna |
| 2016 | „Öppna upp dit fönster” | 82                          | –                           |                   | Så mycket bättre – Tolkningarna |
| 2016 | „För kärlekens skull”   | 35                          | –                           | - SWE: złoto      | Så mycket bättre – Tolkningarna |